# Mr. and Mrs. Gambler
Série
Mr. and Mrs. Player
(2013)
Pour plus de détails, voir Fiche technique et Distribution.
Mr. and Mrs. Gambler (爛賭夫鬥爛賭妻, Lan to fu dau lan to chai) est une comédie romantique hongkongaise écrite, produite et réalisée par Wong Jing et sortie en 2012 à Hong Kong. Sa suite, Mr. and Mrs. Player, sort en 2013.
Elle totalise 5 827 572 HK$ de recettes au box-office.

## Synopsis
Manfred (Chapman To) et Flora (Fiona Sit (en)) sont des joueurs compulsifs pouvant jouer à n'importe quoi 24 heures sur 24, sept jours sur sept. Ils se rencontrent dans un casino de Macao où ils connaissent tous deux de lourdes pertes et sont retenus en otage par des usuriers. Durant leur détention, ils commencent à sympathiser. Quand ils se retrouvent à Hong Kong, ils tombent finalement amoureux et décident de se marier. Après la cérémonie, leur chance tourne, ils font de grands progrès dans leur carrière et leur relation. Ils ont également une fille. Grâce à une productrice de cinéma nommée Michelle, Manfred a la chance de jouer un rôle principal dans un film. Le patron du casino, Sam, invite Flora à travailler pour lui et détecter les tricheurs. En fait, Michelle et Sam sont d'anciens amants. Chacun est respectivement intéressé par Manfred et Flora et fait tout pour se rapprocher d'eux. Manfred et Flora ne peuvent pas résister à la tentation et décident de divorcer. Cependant, ils souhaitent tous deux la garde de leur fille.

## Fiche technique
- Titre  : Mr. and Mrs. Gambler
- Titre original : 爛賭夫鬥爛賭妻
- Réalisation : Wong Jing
- Scénario : Wong Jing
- Photographie : Edmond Fung
- Montage : Lee Ka-wing
- Musique : Tang Chi Wai et Ben Chong
- Production : Wong Jing
- Société de production : Jing's Movie Production
- Société de distribution : Gala Films Distribution
- Pays d'origine :  Hong Kong
- Langue originale : cantonais
- Format : couleur
- Genre : comédie romantique
- Durée : 110 minutes
- Dates de sortie :
  - Hong Kong et Macao : 16 février 2012
  - Singapour et Malaisie : 23 février 2012
  - Chine : 28 avril 2013

## Distribution
- Chapman To : Manfred Shu
- Fiona Sit (en) : Flora Cheung
- Law Kar-ying : Shu Tak
- Mimi Chu (en) : Pauline Cheung
- Sheh Cheuk-wing : Shu Siu Siu
- Michelle Hu : Michell Siu
- Philip Ng : Sam Wong
- Zuki Lee (en) :Shu Ching
- Elena Kong (en) : la juge
- Hui Shiu-hung
- Maria Cordero : Tante Dix
- Matt Chow (en) : Wong Ching-wai
- Yuen Cheung-yan (en)
- Michelle Wai (en)
- Wan Kwong (en)